# Velká Kumánie
Velká Kumánie (maďarsky Nagykunság [naďkunšág]) je historický a zeměpisný region v Maďarsku. Leží v župě Jász-Nagykun-Szolnok, mezi městy Szolnok a Debrecín. Pojmenování regionu pochází od kočovného kmene Kumánů.